# ㅅ

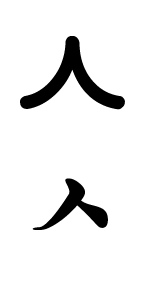

ㅅ (en coreano: 시옷, siot, en norcoreano: 시읏, sieut) es una consonante del alfabeto coreano. El Unicode para ㅅ es U+3137. Siot indica un sonido [s] como en la palabra "sol", pero al final de una sílaba denota un sonido [t]. Antes de [i], las semivocales (como ㅛ, yo ) y la vocal ㅟ (ui) se pronuncia [ɕ].